# Tethina flavigenes
Tethina flavigenes är en tvåvingeart som först beskrevs av Friedrich Georg Hendel 1934.  Tethina flavigenes ingår i släktet Tethina, och familjen dynflugor. Arten har ej påträffats i Sverige.